# Malartic (Gradignan)
Pour les articles homonymes, voir Malartic.
Malartic est un quartier neuf de la ville de Gradignan, dans la partie nord-est de la commune.
Gradignan se situe dans le département de la Gironde, en région Nouvelle-Aquitaine, France. 

## Géographie et urbanisme

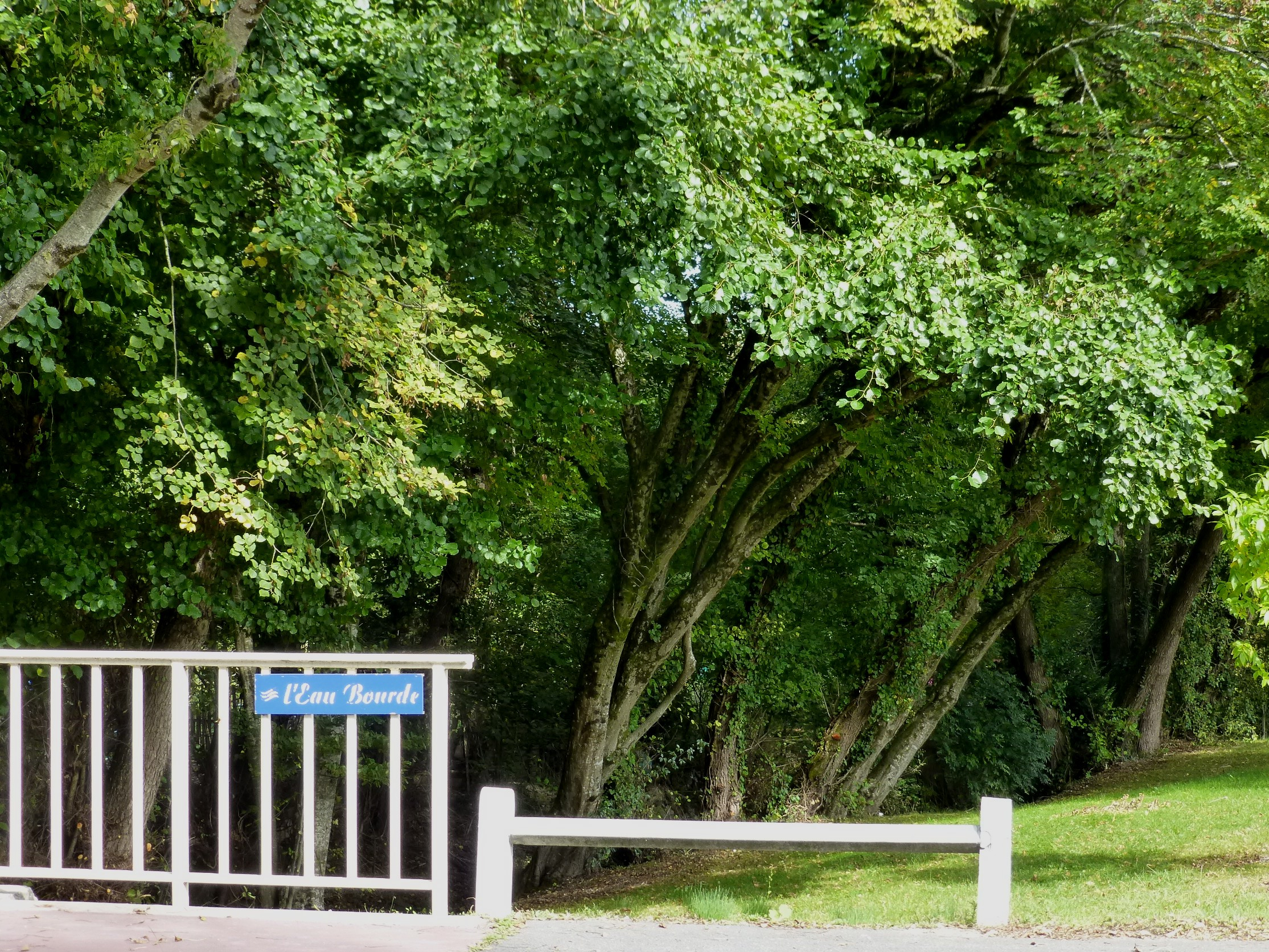
Gradignan, Pont de Barthez sur l'Eau Bourde

Le quartier de Malartic-Barthez-Les grands bois a été aménagé le long d'un ruisseau, l'Eau Bourde : la ZAC de 1971 Barthès-Malartic sur le territoire de deux grandes propriétés viticoles abandonnées après la crise du phylloxéra et le lotissement des Grands Bois dans le bois de Mandavit, conformément à la règle municipale innovée en 1978.
Il rassemble environ sept cents logements sur une surface totale d'environ 100 hectares, principalement sous forme de logements individuels construits dans les années 1970 (les fameuses "chalandonnettes", en accession à la propriété) et de quelques bâtiments de logements sociaux (résidence Barthez). Il est composé de plusieurs lots aux noms de fleurs et autres végétaux (Capucines, Campanules, Airelles…) desservis par un boulevard circulaire auquel on accède par l'avenue du Maréchal-Juin et l'allée de Barthez. Depuis ce boulevard de Malartic, partent des allées permettant de circuler au milieu des lotissements. À l'est, le bois de Papaye jouxte la commune de Villenave d'Ornon, un parcours vita a été aménagé dans le bois de Mandavit.
Les rues ont toutes été ouvertes pour les lotissements.

## Toponymie
Le nom de Malartic provient de l'occitan gascon mala artiga, qui signifie « mauvaise friche ».

## Histoire
Cette zone était occupée par deux grandes propriétés foncières viticoles au XIXe siècle, celle de Pierre Barthez, juge, et Bernardin Malartic, cultivateur aisé, maire de Gradignan (1800-1806) ; elles produisaient du vin de qualité.

## Population et société

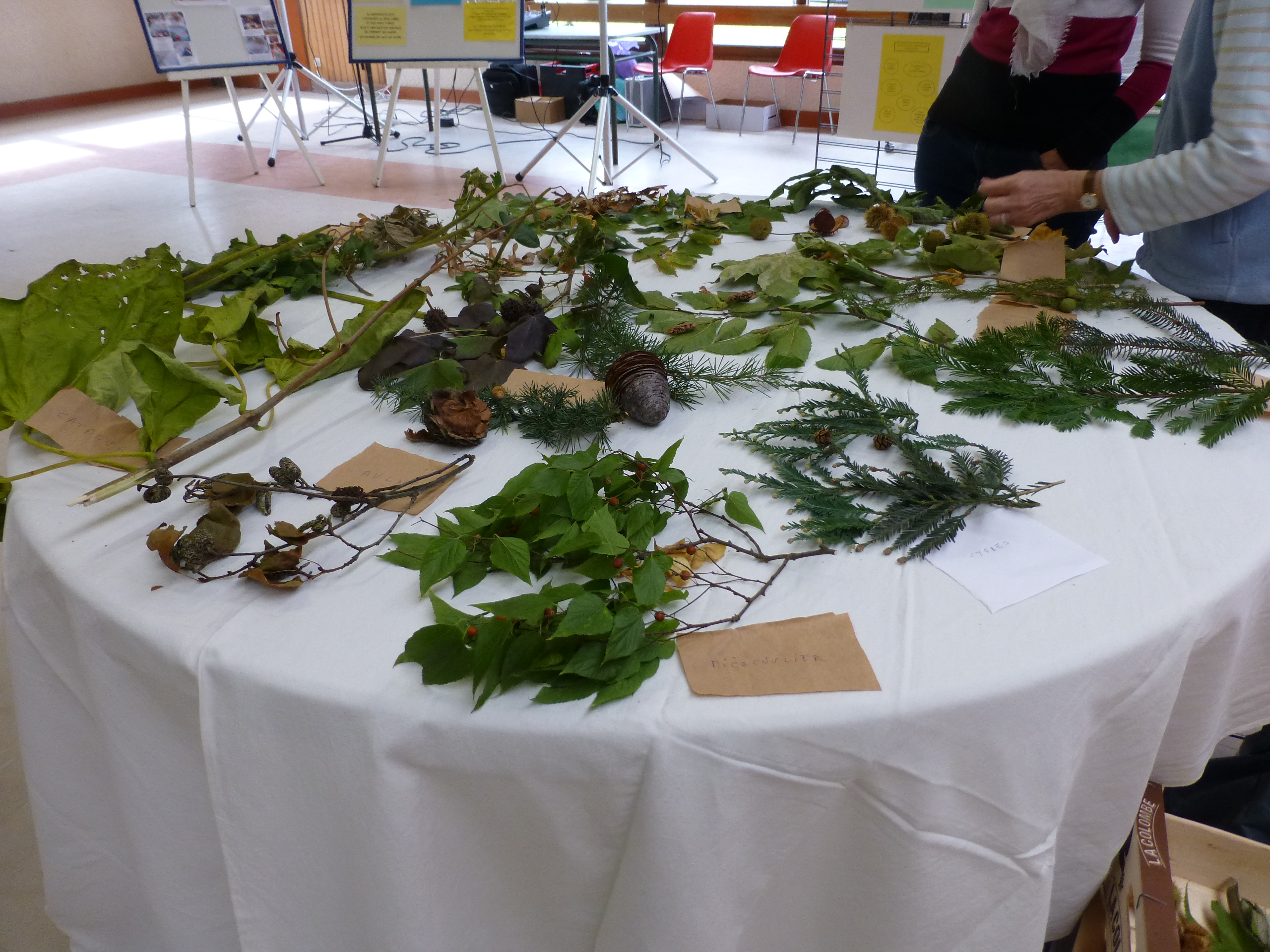
Malartic, RERS 2015-1

La vie sociale y est particulièrement riche : EPAJG (Centre de loisirs Le château), association de quartier (Mieux Vivre à Malartic et réseau d'échanges réciproques de savoirs), fêtes de quartier.
Il comprend le collège Alfred-Mauguin (en référence à un inspecteur d'académie de la Gironde, et anciennement « Barthez-Malartic »), le stade Jehan-Buhan, deux écoles primaires et maternelles (Malartic et Le Pin Franc), un centre commercial, une crèche d'enfants et le lotissement des Grands Bois où la piste cyclable et les différents chemins permettent une agréable promenade.
Des bus desservent ce quartier.

## Culture locale et patrimoine
Des anciennes propriétés, il reste le château Barthez (privé) avec 3,5 hectares et le château Malartic devenu municipal, qui abrite l'EPAJG.

### Le château Barthez
La première mention de la propriété remonte à 1659. Elle s’appelait alors « L’Aubespin », et fut cédée en 1684 à Mme de Maledan. Après plusieurs changements de propriétaire, en 1791, Mme Henriette COLLINEAU, Veuve ALQUIER cède l’Aubespin à Mr Pierre BARTHEZ, ancien juge, qui la transmet en 1830 à son neveu, Pierre Jacques François BARTHEZ.
En 1895, il est racheté par Mme Louise BONNAIRE, Veuve GONDOIN, qui le transmet en 1924 à son fils, Charles GONDOIN, qui sera pendant de longues années le maire de Gradignan ; la propriété prend alors le nom de Château Barthez. Depuis 1940, le château et ses dépendances sont la propriété de la famille De Junca dans le cadre d'une S.A.R.L. (SELAG, Société d’Exploitation Laitière et Agricole Girondine). Les dépendances, transformées et agrandies au fil des ans abritent 14 locataires. Le domaine s’étend aujourd’hui sur 3 hectares de prairies entretenues par un ouvrier agricole.

### Le château Malartic

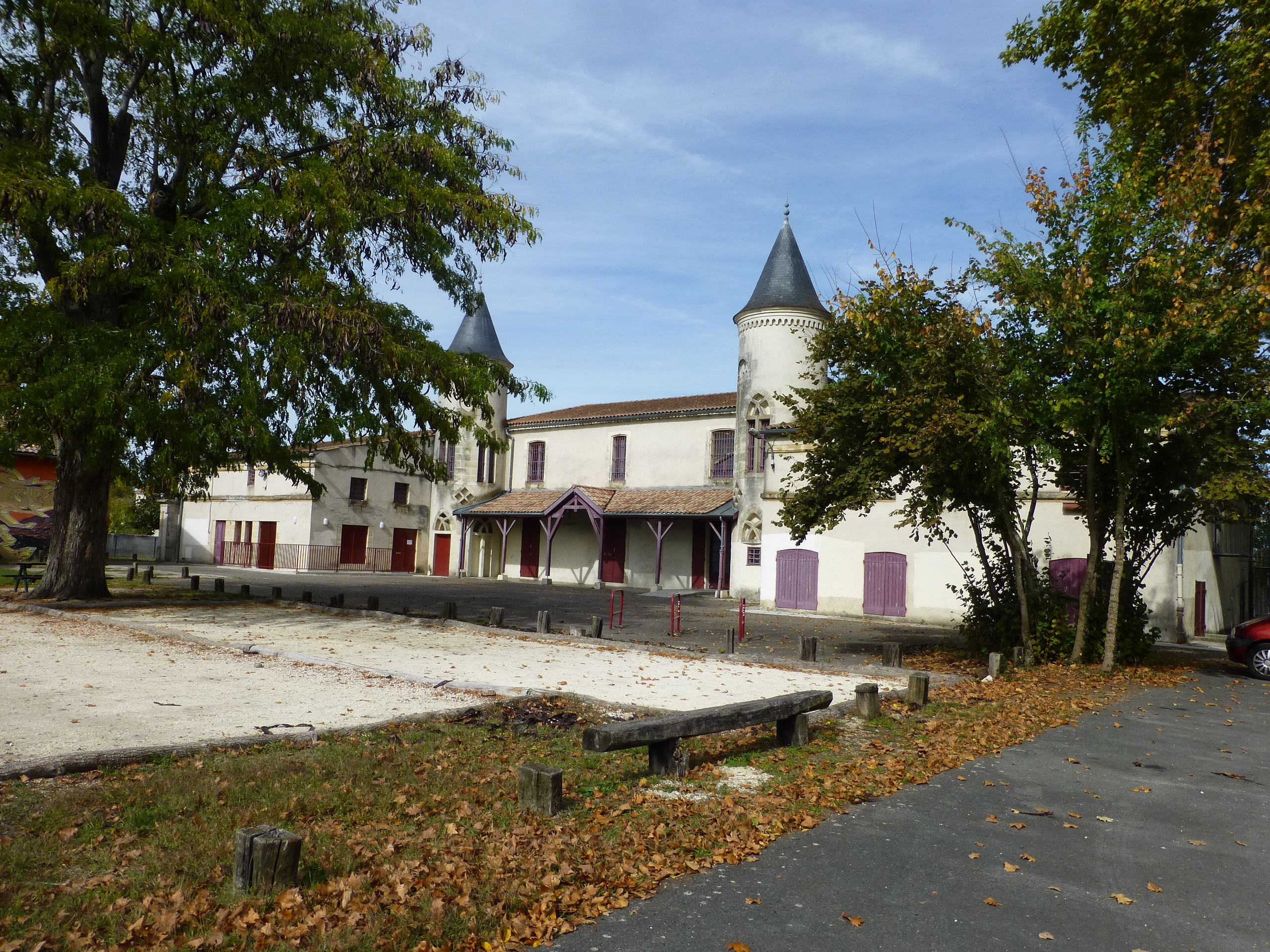
Gradignan, château de Malartic

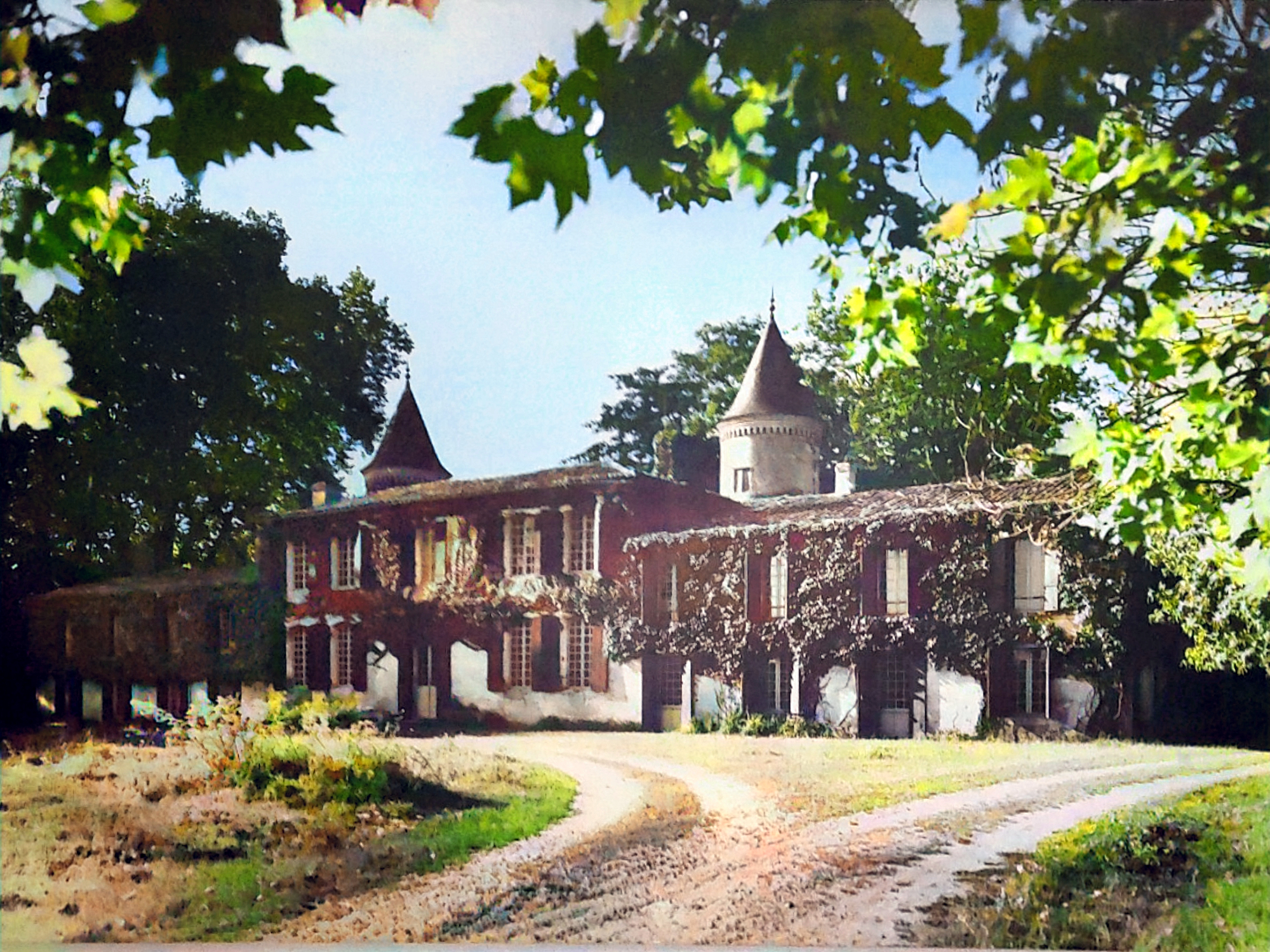
Château de Malartic aux alentours de 1970 (photo colorisée)